# Zalambdalestidae
Zalambdalestidae — семейство вымерших млекопитающих из клады эутерии. Существовали в меловом периоде и начале палеоцена. Первоначально их классифицировали как Glires, но такие особенности, как надлобковые кости и различные элементы черепа, идентифицировали этих животных как находящихся вне Placentalia, представляющих собой специализированную кладу неплацентарных эутериев без каких-либо живых потомков и потенциально довольно отличающихся от современных плацентарных, по крайней мере, по репродуктивной анатомии.

## Таксономия
Точное положение Zalambdalestidae в пределах Eutheria неопределённо, хотя в целом они считаются более базальными, чем Zhelestidae.

## Палеобиология
Zalambdalestidae были насекомоядными, с заламбдодонтными молярами, как и у различных современных насекомоядных видов. Они уникально приспособлены к прыгательному, бегущему образу жизни, имея длинные полупальцеходящие конечности и позвоночник, похожий на позвоночник современных зайцеобразных. Как и у большинства неплацентарных млекопитающих, наличие надлобковых костей, вероятно, означало, что они рождали плохо развитых детенышей, во многом похожих на детёнышей современных сумчатых и однопроходных, хотя исследование размножения многобугорчатого позволяет предположить, что они и другие ранние плацентарные размножались как современные плацентарные.
Исследование Zalambdalestes предполагает, что у них была уникальная морфология осевого скелета. Это позволяло быстро ловить добычу, и можно предположить, что при жизни у них были шипы или щетинистый мех.

## Классификация
На январь 2025 в отряд включают следующие вымершие роды и виды:
- †Alymlestes Averianov and Nessov 1995
  - †Alymlestes kielanae Averianov and Nessov 1995
- †Anchilestes Qiu and Li 1977
  - †Anchilestes impolitus Qiu and Li 1977
- †Barunlestes Kielan-Jaworowska 1975
  - †Barunlestes butleri Kielan-Jaworowska 1975
- †Kulbeckia Nessov 1993
  - †Kulbeckia kulbecke Nessov 1993
- †Zalambdalestes Gregory and Simpson 1926
  - †Zalambdalestes grangeri Simpson 1928
  - †Zalambdalestes lechei Gregory and Simpson 1926
- †Zhangolestes Zan et al. 2006
  - †Zhangolestes jilinensis Zan et al. 2006
- †Zofialestes Fostowicz-Frelik 2016
  - †Zofialestes longidens Fostowicz-Frelik 2016